# Coloneura pygmaeator
Coloneura pygmaeator är en stekelart som först beskrevs av Zetterstedt 1838.  Coloneura pygmaeator ingår i släktet Coloneura och familjen bracksteklar. Arten är reproducerande i Sverige. Inga underarter finns listade i Catalogue of Life.